# دوري كرة القدم الغربي 1966–67
دوري كرة القدم الغربي 1966–67 (بالإنجليزية: 1966–67 Western Football League)‏ هو موسم من دوري كرة القدم الغربي ‏. فاز فيه Welton Rovers F.C. ‏.